# Selecció femenina de futbol de Noruega
La selecció femenina de futbol de Noruega representa a Noruega a les competicions internacionals de futbol femení. És una de les seleccions històriques de la modalitat, amb un Mundial (1995), un ór olímpic (2000) i dues Eurocopes (1984 i 1993), i va ser l'única selecció campiona de totes tres competicions fins que Alemanya ho va aconseguir al 2016. El seu major èxit posterior es un subcampionat europeu al 2013.

## Actual plantilla
Convocatòria d'octubre de 2016 per a la classificació per a l'Eurocopa 2017. Les banderes representen la lliga on juga la jugadora.
| Porteres | Porteres         | Defenses | Defenses                | Centrecampistes | Centrecampistes   | Davanteres | Davanteres        |
| -------- | ---------------- | -------- | ----------------------- | --------------- | ----------------- | ---------- | ----------------- |
| 01       | Ingrid Hjelmseth | 02       | Ingrid Moe Wold         | 06              | Maren Mjelde      | 09         | Isabell Herlovsen |
| 12       | Josefine Ervik   | 05       | Andrine Tomter          | 08              | Andrine Hegerberg | 14         | Ada Hegerberg     |
|          |                  | 11       | Nora Holstad Berge      | 10              | Caroline Hansen   | 20         | Emilie Haavi      |
|          |                  | 13       | Stine Pettersen Reinaas | 15              | Ingvild Isaksen   |            |                   |
|          |                  | 18       | Vilde Bøe Risa          | 16              | Anja Sønstevold   |            |                   |
|          |                  | 22       | Marit Sandvei           | 19              | Kristine Minde    |            |                   |
|          |                  |          |                         | 21              | Amalie Eikeland   |            |                   |

## Històric
| Primer partit                       | Suècia 2-1 Noruega (07/07/1978)      |                                       |
| Majors victòries                    | Noruega 17-0 Eslovàquia (19/09/1995) |                                       |
| Majors derrotes                     | Suècia 5-0 Noruega (22/08/1985)      | Estats Units 5-0 Noruega (04/07/1999) |
| Millor resultat al Mundial          | Campió (1995)                        |                                       |
| Millor resultat als Jocs Olímpics   | Campió (2000)                        |                                       |
| Millor resultat a l'Eurocopa        | Campió (dues vegades: 1987-1993)     |                                       |
| Millor posició al Ranking FIFA      | 2n (2003)                            |                                       |
| Pitjor posició al Ranking FIFA      | 13r (2013)                           |                                       |
| Jogadora amb més internacionalitats | Hege Riise (188)                     |                                       |
| Jogadora amb més gols               | Marianne Pettersen (66)              |                                       |

| JOCS OLÍMPICS | JOCS OLÍMPICS   | JOCS OLÍMPICS | JOCS OLÍMPICS    | JOCS OLÍMPICS    | JOCS OLÍMPICS   | JOCS OLÍMPICS | JOCS OLÍMPICS  | JOCS OLÍMPICS | JOCS OLÍMPICS |
| Edició        | Classificació   | Classificació | Fase final       | Fase final       | Fase final      | Fase final    | Fase final     |               |               |
| Edició        | Fase regular    | Play-offs     | Setzens de final | Vuitens de final | Quarts de final | Semifinals    | Final / Bronze |               |               |
| ------------- | --------------- | ------------- | ---------------- | ---------------- | --------------- | ------------- | -------------- | ------------- | ------------- |
| 1996          | Mundial 1995    |               |                  |                  | Alemanya ¹      | Estats Units  | Brasil         |               |               |
| 2000          | Mundial 1999    |               |                  |                  | Xina ¹          | Alemanya      | Estats Units   |               |               |
| 2004          | Mundial 2003    |               |                  |                  |                 |               |                |               |               |
| 2008          | Mundial 2007    |               |                  | Nova Zelanda ¹   | Brasil          |               |                |               |               |
| 2012          | Mundial 2011    |               |                  |                  |                 |               |                |               |               |
| 2016          | Mundial 2015    | Suècia ¹      |                  |                  |                 |               |                |               |               |
| MUNDIAL       |                 |               |                  |                  |                 |               |                |               |               |
| Edició        | Classificació   | Classificació | Fase final       | Fase final       | Fase final      | Fase final    | Fase final     |               |               |
| Edició        | Fase regular    | Play-offs     | Setzens de final | Vuitens de final | Quarts de final | Semifinals    | Final / Bronze |               |               |
| 1991          | Eurocopa 1991   |               |                  | Nova Zelanda ¹   | Itàlia          | Suècia        | Estats Units   |               |               |
| 1995          | Eurocopa 1995   |               |                  | Canadà ¹         | Dinamarca       | Estats Units  | Alemanya       |               |               |
| 1999          | Països Baixos ¹ |               |                  | Canadà ¹         | Suècia          | Xina          | Brasil         |               |               |
| 2003          | Ucraïna ¹       |               |                  | França ¹         | Estats Units    |               |                |               |               |
| 2007          | Ucraïna ¹       |               |                  | Canadà ¹         | Xina            | Alemanya      | Estats Units   |               |               |
| 2011          | Països Baixos ¹ | Ucraïna       |                  | Austràlia ¹      |                 |               |                |               |               |
| 2015          | Bèlgica ¹       |               | Tailàndia ¹      | Anglaterra       |                 |               |                |               |               |
| EUROCOPA      |                 |               |                  |                  |                 |               |                |               |               |
| Edició        | Classificació   | Classificació | Fase final       | Fase final       | Fase final      | Fase final    | Fase final     |               |               |
| Edició        | Fase regular    | Play-offs     | Setzens de final | Vuitens de final | Quarts de final | Semifinals    | Final / Bronze |               |               |
| 1984          | Suècia          |               |                  |                  |                 |               |                |               |               |
| 1987          | Dinamarca ¹     |               |                  |                  |                 | Itàlia        | Suècia         |               |               |
| 1989          | Anglaterra ¹    | Països Baixos |                  |                  |                 | Suècia        | Alemanya Oest  |               |               |
| 1991          | Finlàndia ¹     | Hongria       |                  |                  |                 | Dinamarca     | Alemanya       |               |               |
| 1993          | Bèlgica ¹       | Països Baixos |                  |                  |                 | Dinamarca     | Itàlia         |               |               |
| 1995          | Finlàndia ¹     | Itàlia        |                  |                  |                 | Suècia        | Alemanya       |               |               |
| 1997          | Eslovàquia ¹    |               |                  |                  | Alemanya ¹      |               |                |               |               |
| 2001          | Suïssa ¹        |               |                  |                  | Itàlia ¹        | Alemanya      |                |               |               |
| 2005          | Espanya ¹       | Islàndia      |                  |                  | França ¹        | Suècia        | Alemanya       |               |               |
| 2009          | Àusitra ¹       |               |                  | Islàndia ¹       | Suècia          | Alemanya      |                |               |               |
| 2013          | Bèlgica ¹       |               |                  | Països Baixos ¹  | Espanya         | Dinamarca     | Alemanya       |               |               |
| 2017          | Gal·les ¹       |               |                  |                  |                 |               |                |               |               |

¹ Fase de grups. Selecció eliminada mitjor possicionada en cas de classificació, o selecció classifica pitjor possicionada en cas d'eliminació.